# رأفت النجار
رأفت عثمان علي النجار (أبو عثمان؛ وُلد في 5 سبتمبر 1945 في خان يونس - تُوفي في 8 أكتوبر 2018 في خان يونس) سياسي وبرلماني فلسطيني وأحد أعضاء الجبهة الشعبية لتحرير فلسطين، كان عضوًا في المجلس التشريعي الفلسطيني الأول بين عامي 1996 و2006، بعدما ترشح في الانتخابات العامة الفلسطينية عام 1996 بصفة مستقل في دائرة محافظة خان يونس وحصل على 14,342 صوتًا. اعتقله الاحتلال الإسرائيلي لأكثر من 22 عامًا.